# Apocephalus pachycondylae
Apocephalus pachycondylae är en tvåvingeart som beskrevs av Brown 2000. Apocephalus pachycondylae ingår i släktet Apocephalus och familjen puckelflugor. Inga underarter finns listade i Catalogue of Life.